# Rajd Catalunya 1987
Rajd Catalunya 1987 (23. Rallye Catalunya) – 23 edycja rajdu samochodowego Rajd Catalunya rozgrywanego w Hiszpanii. Rozgrywany był od 22 do 24 października 1987 roku. Była to czterdziesta druga runda Rajdowych Mistrzostw Europy w roku 1987 (rajd miał najwyższy współczynnik - 4) oraz dziesiąta runda Rajdowych Mistrzostw Hiszpanii.

## Klasyfikacja rajdu
| Miejsce                           | Kierowca                     | Pilot                        | Samochód                     | Czas                         | Strata                       |                              |
| Klasyfikacja generalna i ERC      | Klasyfikacja generalna i ERC | Klasyfikacja generalna i ERC | Klasyfikacja generalna i ERC | Klasyfikacja generalna i ERC | Klasyfikacja generalna i ERC | Klasyfikacja generalna i ERC |
| --------------------------------- | ---------------------------- | ---------------------------- | ---------------------------- | ---------------------------- | ---------------------------- | ---------------------------- |
| 1.                                | Dario Cerrato                | Giuseppe Cerri               | Lancia Delta HF 4WD          | 4:10.37                      | -                            |                              |
| 2.                                | Josep Bassas                 | Josep Autet                  | BMW M3                       | 4:14.15                      | 3.38                         |                              |
| 3.                                | Jesús Puras                  | Tomás Aguado                 | Renault 11 Turbo             | 4:19.10                      | 8.33                         |                              |
| 4.                                | Guillermo Barreras           | Luis Moya                    | Renault 11 Turbo             | 4:20.26                      | 9.49                         |                              |
| 5.                                | Salvador Servià              | Jordi Sabater                | Volkswagen Golf GTI 16V      | 4:24.56                      | 14.19                        |                              |
| 6.                                | Branislav Küzmič             | Janez Banič                  | Renault 5 GT Turbo           | 4:32.18                      | 21.41                        |                              |
| 7.                                | Josep Alsina                 | Josep María Ferrer           | Renault 5 GT Turbo           | 4:33.22                      | 22.45                        |                              |
| 8.                                | Gustavo Trelles              | Daniel Muzio                 | Renault 5 GT Turbo           | 4:33.35                      | 22.58                        |                              |
| 9.                                | Francesc Ambudio             | Joaquim Anglada              | Renault 5 GT Turbo           | 4:39.32                      | 28.55                        |                              |
| 10.                               | Jordi Griñó                  | A. Estruch                   | Peugeot 205 GTI              | 4:41.56                      | 31.19                        |                              |
| Klasyfikacja mistrzostw Hiszpanii |                              |                              |                              |                              |                              |                              |
| 1. (2.)                           | Josep Bassas                 | Josep Autet                  | BMW M3                       | 4:14.15                      | -                            |                              |
| 2. (3.)                           | Jesús Puras                  | Tomás Aguado                 | Renault 11 Turbo             | 4:19.10                      | +4.55                        |                              |
| 3. (4.)                           | Guillermo Barreras           | Luis Moya                    | Renault 11 Turbo             | 4:20.26                      | +6:11                        |                              |